# 高宮眞介
高宮 眞介（たかみや しんすけ、1939年1月7日 - ）は、日本の建築家。山形県村山市出身。
山形県立山形東高等学校を経て、1962年に日本大学理工学部建築学科を卒業後、大林組に勤務。
1966年から1968年まで、デンマークのクローン・ラスムッセン設計事務所に勤務する。その後丹下健三都市建築設計研究所を経て、 1975年に計画・設計工房を谷口吉生と開設。1980年には谷口建築設計研究所取締役に就任し、1985年に谷口建築設計研究所の代表となり、谷口吉生とともに、資生堂アートハウス、土門拳記念館、東京都葛西臨海水族園、豊田市美術館などを手がけていく。
1996年から2007年まで母校日本大学理工学部建築学科の教授を務める。2004年に日本大学理工学部駿河台校舎新1号館で建築業協会賞、環境建築デザイン賞、2005年に東京建築賞を受賞した。